# Gerhard Frommel
Pour les articles homonymes, voir Frommel.
Gerhard Frommel, né le 7 août 1906 à Karlsruhe, et mort le 22 juin 1984 à Filderstadt, est un compositeur et professeur de musique allemand.

## Biographie
Dans sa jeunesse, il a étudié le violon et le piano et a également étudié la composition avec Hermann Grabner (en). Gerhard Frommel a suivi Hermann Grabner à Leipzig pour compléter ses études au conservatoire (1923-1925), après quoi il a assisté à des masterclasses de Pfitzner au der Preussische Akademie Künste à Berlin. En 1929, il commence à enseigner la théorie et la composition à la Folkwang-Schule et à partir de l'été 1933 au Conservatoire Hoch de Francfort-sur-le-Main jusqu'en 1945,.

## Discographie
- Trio avec piano - Robert Schumann Trio (1999, CPO 999 736-2) (OCLC 872655335) — avec le trio op. 8 de Hans Pfitzner.
- Sonates pour piano nos 1 à 3 - Tatjana Blome, piano (février 2009, Grand Piano GP606) (OCLC 783181652)
- Sonates pour piano nos 4 à 7 - Tatjana Blome, piano (6-8 décembre 2013, Grand Piano) (OCLC 944198183)
- Symphonie no 1, op. 13 ; Prélude symphonique, op. 23 - Jena Philharmonic Orchestra, dir. Jürgen Bruns (concert, 16 mai 2017, Capriccio) (OCLC 1057795045)